# Joy (ca sĩ)
Đây là một tên người Triều Tiên, họ là Park.
Park Soo-young (Hangul: 박수영; Hanja: 朴秀英; Hán-Việt: Phác Tú Anh; sinh ngày 3 tháng 9 năm 1996), thường được biết đến với nghệ danh Joy, là một nữ ca sĩ và diễn viên người Hàn Quốc, và thành viên của nhóm nhạc nữ Hàn Quốc Red Velvet. Ngoài ra, cô còn được biết đến qua những bộ phim như Kẻ nói dối và người tình (2017) và Trò chơi tình yêu (2018). Vào năm 2021, Joy chính thức ra mắt với tư cách nghệ sĩ solo khi phát hành mini album đầu tiên của mình có tên gọi Hello.

## Tiểu sử
Park Soo-young sinh ngày 3 tháng 9 năm 1996 tại đảo Jeju và lớn lên ở quận Dobong, Seoul. Cô là chị cả trong gia đình có 3 chị em gái. Khi còn nhỏ, Joy yêu thích thể loại nhạc trot và ước mơ trở thành một ca sĩ sau khi nhận được lời khen cho màn biểu diễn của cô khi thể hiện bài hát "Flying Duck" của ban nhạc rock Hàn Quốc Cherry Filter trong một lễ hội ở trường. Joy đã thử giọng và được tuyển chọn bởi SM Entertainment tại SM Global Audition ở Seoul vào năm 2012.
Vào tháng 2 năm 2015, Joy tốt nghiệp Trường Trung học Biểu diễn Nghệ thuật Seoul.

## Sự nghiệp

### 2014–nay: Ra mắt và hoạt động nhóm
Sau 2 năm đào tạo, một huấn luyện viên thanh nhạc đã đặt nghệ danh cho cô là "Joy". Joy chính thức được giới thiệu là thành viên thứ tư của Red Velvet vào ngày 29 tháng 7 năm 2014. Joy là thành viên duy nhất của nhóm không được giới thiệu là thành viên của SM Rookies, một nhóm đào tạo trước khi ra mắt được tạo ra bởi SM Entertainment. Red Velvet ra mắt vào tháng 8 năm 2014 với đĩa đơn kỹ thuật số "Happiness".

### 2015–2020: Hoạt động cá nhân

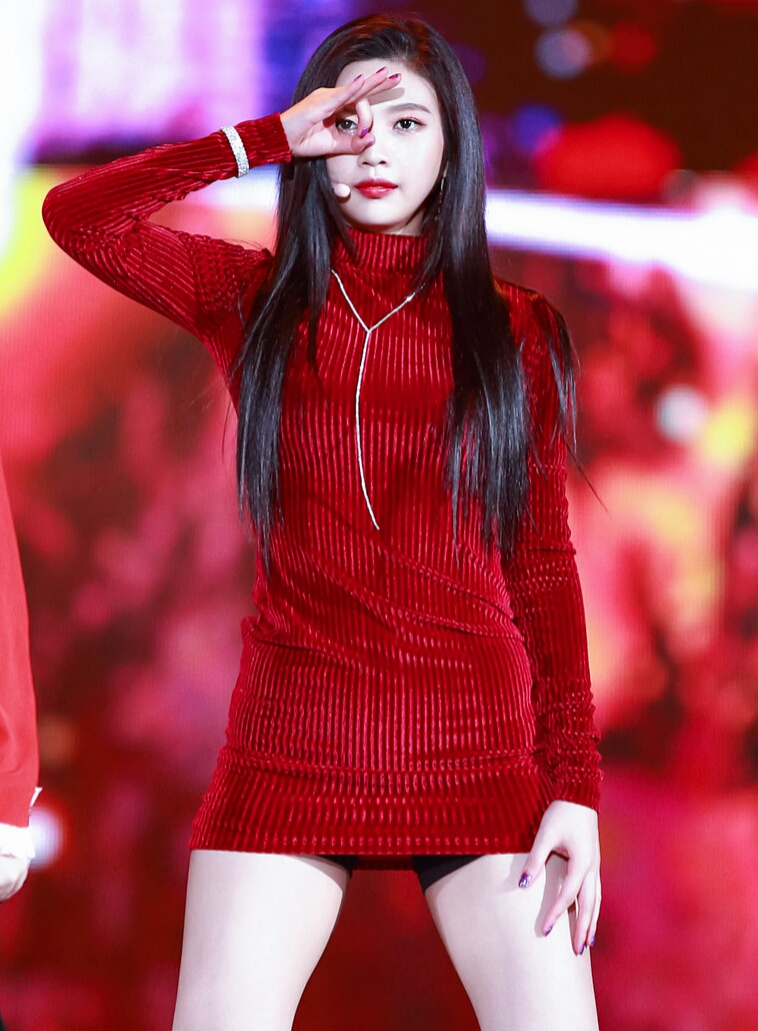
Joy trong buổi biểu diễn của Red Velvet ở Melon Music Awards năm 2017.

Vào tháng 6 năm 2015, Joy bắt đầu hoạt động cá nhân đầu tiên của mình khi tham gia mùa thứ tư của chương trình thực tế We Got Married của MBC, nơi cô được kết đôi với thành viên Yook Sung-jae của BtoB. Cô đã nhận được nhiều sự chú ý khi tham gia vào chương trình nổi tiếng và xuất hiện trên trang tạp chí thời trang Hàn Quốc CéCi, đồng thời trở thành người mẫu đại diện của Etude House. Vào ngày 29 tháng 12 năm 2015, Joy nhận giải thưởng Best Couple Award cùng với Yook và chiến thắng giải New Star Award cho mình tại MBC Entertainment Awards năm 2015.
Tiếp theo việc quảng bá cho mini album thứ hai của Red Velvet The Velvet, Joy và Yook cùng phát hành bài hát "Young Love" vào ngày 16 tháng 4 năm 2016. Bài hát đạt vị trí 52 trên Gaon Singles Chart. Kể từ We Got Married vào ngày 7 tháng 5, họ trở nên nổi tiếng như một trong những longest-running và là cặp đôi nổi tiếng nhất trong lịch sử của chương trình. Trong quá trình phát sóng, các video của họ được đăng tải trên YouTube và tổng số người xem là trên 21.3 triệu lượt.
Vào giữa năm 2016, SM Entertainment phát hành series photo chính thức cho Joy, phát hành mỗi tuần một ảnh trên ứng dụng điện thoại Vyrl và SM Town Now. Với tựa đề là Enjoy your Monday with Joy. Joy hợp tác với Lim Seul-ong trong bài hát "Always In My Heart", dự án bài hát cho SM Station của SM Entertainment, phát hành ngày 4 tháng 11 năm 2016. Bài hát đạt vị trí thứ 2 trên bảng xếp hạng âm nhạc trực tuyến Soribada, Genie và Bugs và thứ 10 trên Gaon.
Joy thử sức với vai trò là diễn viên trong bộ phim âm nhạc The Liar and His Lover (2017) cùng với Lee Hyun-woo. Có kịch bản được chuyển thể từ manga Kanojo wa Uso o Aishisugiteru của Kotomi Aoki.  Cô cũng thể hiện một số bài hát cho bộ phim bao gồm Yeowooya, I'm Okay, Your Days, Shiny Boy, Waiting For You, and The Way To Me.
Cô trở thành panelist chính thức cho mùa thứ hai của chương trình tạp kĩ Two Yoo Project Sugar Man của JTBC.
Vào năm 2018, Joy trở thành diễn viên chính trong bộ phim sắp tới của đài MBC với tựa đề The Great Seducer, dựa trên tiểu thuyết Pháp Dangerous Liasions.

### 2021–nay: Ra mắt solo

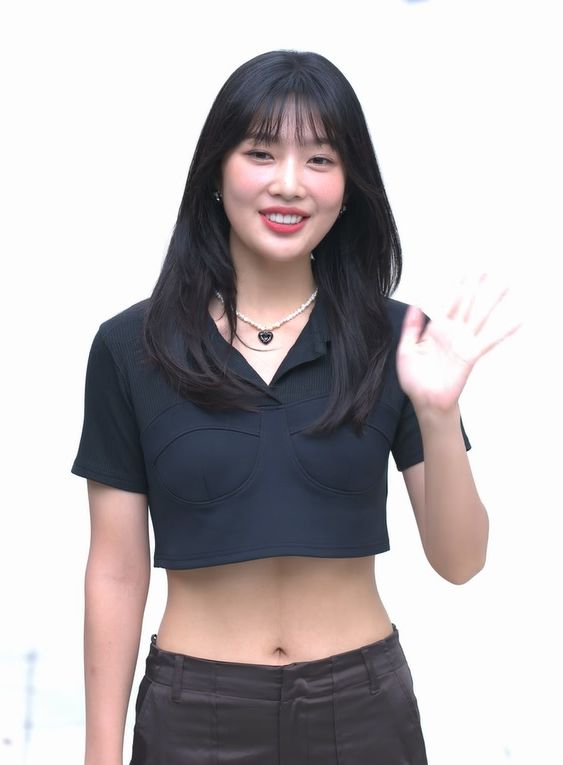
Joy vào năm 2022.

Vào ngày 12 tháng 5 năm 2021, Joy sẽ chính thức ra mắt solo với một album đặc biệt bao gồm 6 bài hát làm lại từ thập niên 1990 đến 2000. Mini album đầu tiên Hello của Joy đã được phát hành vào ngày 31 tháng 5, với bài hát chủ đề đạt vị trí số 1 trên nhiều bảng xếp hạng và album đạt vị trí số 1 trên bảng xếp hạng iTunes Top Album tại 26 quốc gia. Tất cả 6 bài hát trong album đều ra mắt trên Gaon Digital Chart, cùng với Joy đạt vị trí số 1 với tư cách nghệ sĩ solo trên Melon Female Solo Artist Chart. Bài hát chủ đề "Hello" của Joy cũng lọt vào top 10 trên bảng xếp hạng K-pop Hot 100 của Billboard, với tổng cộng 5 bài hát trong album đầu tay solo của cô cũng lọt vào bảng xếp hạng.
Vào tháng 6 năm 2021, đã có thông tin xác nhận rằng Joy sẽ quay trở lại diễn xuất trong bộ phim truyền hình Only One Person của JTBC, dự kiến phát sóng vào tháng 12 năm 2021.
Ngày 13 tháng 8 năm 2021, Joy trở thành đại sứ Hàn Quốc cho thương hiệu thời trang TOD'S.

## Đời tư
Ngày 20 tháng 5 năm 2020, Joy và  Crush hợp tác với nhau và nữ idol đã làm nữ chính trong mv Mayday của Crush, cả 2 duy trì mối quan hệ bạn bạn bè vì có chung sở thích chăm sóc thú cưng.
Ngày 23 tháng 8 năm 2021, Joy được xác nhận là đang hẹn hò với nam ca sĩ nhóm nhạc (R&B) Crush.

## Danh sách đĩa nhạc

### Đĩa mở rộng
| Tên   | Thông tin | Vị trí xếp hạng cao nhất | Vị trí xếp hạng cao nhất | Doanh thu          |
| Tên   | Thông tin | HQ                       | NB                       | Doanh thu          |
| ----- | --- | ------------------------ | ------------------------ | ------------------ |
| Hello | - Ra mắt: ngày 31 tháng 5 năm 2021 - Hãng đĩa: SM Entertainment, Dreamus - Hình thức: CD, băng cát sét, tải nhạc, trực tuyến | 4                        | 31                       | - NB: 1,394 (Phy.) |

### Đĩa đơn
| Tên                                                                                         | Năm                        | Vị trí xếp hạng cao nhất   | Vị trí xếp hạng cao nhất   | Doanh thu                  | Album                      |
| Tên                                                                                         | Năm                        | HQ Gaon                    | HQ Hot                     | Doanh thu                  | Album                      |
| Hát chính (As lead artist)                                                                  | Hát chính (As lead artist) | Hát chính (As lead artist) | Hát chính (As lead artist) | Hát chính (As lead artist) | Hát chính (As lead artist) |
| ------------------------------------------------------------------------------------------- | -------------------------- | -------------------------- | -------------------------- | -------------------------- | -------------------------- |
| "Hello" (안녕)                                                                              | 2021                       | 10                         | 10                         | —                          | Hello                      |
| "Je T'aime"                                                                                 | 2021                       | 58                         | 21                         | —                          | Hello                      |
| Vai trò ca sĩ khách mời (As featured artist)                                                |                            |                            |                            |                            |                            |
| "Mayday" (자나깨나) (Crush feat Joy)                                                        | 2020                       | 32                         | 18                         | —                          | homemade 1                 |
| Quảng bá (Promotional)                                                                      |                            |                            |                            |                            |                            |
| "First Christmas" (với Doyoung)                                                             | 2016                       | —                          | —                          | - HQ: 19,622               | Non-album single           |
| Hợp tác (Collaborations)                                                                    |                            |                            |                            |                            |                            |
| "Always in My Heart" (이별을 배웠어) (với Lim Seul-ong)                                     | 2016                       | 10                         | —                          | - HQ: 415,334              | SM Station Season 1        |
| "Young Love" (어린애(愛)) (với Yook Sung-jae)                                               | 2016                       | 52                         | —                          | - HQ: 80,305               | Non-album single           |
| "—" cho biết bài hát không lọt vào bảng xếp hạng hoặc không được phát hành tại khu vực này. |                            |                            |                            |                            |                            |

### Nhạc phim
| Tên                                                                                         | Năm  | Vị trí xếp hạng cao nhất | Vị trí xếp hạng cao nhất | Doanh số     | Album                      |
| Tên                                                                                         | Năm  | HQ Gaon                  | HQ Hot                   | Doanh số     | Album                      |
| ------------------------------------------------------------------------------------------- | ---- | ------------------------ | ------------------------ | ------------ | -------------------------- |
| "A Fox" (여우야)                                                                            | 2017 | 43                       | —                        | - HQ: 81,837 | The Liar and His Lover OST |
| "I'm Okay" (괜찮아, 난) (feat Lee Hyun-woo)                                                 | 2017 | 85                       | —                        | - HQ: 22,513 | The Liar and His Lover OST |
| "Your Days" (요즘 너 말야)                                                                  | 2017 | —                        | —                        | - HQ: 20,903 | The Liar and His Lover OST |
| "Shiny Boy"                                                                                 | 2017 | —                        | —                        | —            | The Liar and His Lover OST |
| "Waiting for You" (너를 기다리는 법)                                                        | 2017 | —                        | —                        | —            | The Liar and His Lover OST |
| "The Way to Me" (내게 오는 길)                                                              | 2017 | —                        | —                        | - HQ: 15,726 | The Liar and His Lover OST |
| "OMG!" (말도 안돼)                                                                          | 2018 | —                        | —                        | —            | Tempted OST                |
| "Dream Me" (나라는 꿈) (với Mark của NCT)                                                   | 2018 | —                        | —                        | —            | The Ghost Detective OST    |
| "Introduce Me A Good Person" (좋은 사람 있으면 소개시켜줘)                                  | 2020 | 6                        | 5                        | —            | Hospital Playlist OST      |
| "Why Isn't Love Always Easy?" (왜 사랑은 언제나 쉽지 않을까?)                               | 2021 | 110                      | —                        | —            | Romance 101 OST            |
| "—" cho biết bài hát không lọt vào bảng xếp hạng hoặc không được phát hành tại khu vực này. |      |                          |                          |              |                            |

### Khác
| Tên                                  | Năm  | Vị trí biểu đồ đỉnh | Vị trí biểu đồ đỉnh | Album |
| Tên                                  | Năm  | KOR Gaon            | KOR Hot             | Album |
| ------------------------------------ | ---- | ------------------- | ------------------- | ----- |
| "If Only" (좋을텐데) (feat Paul Kim) | 2021 | 69                  | 38                  | Hello |
| "Day by Day"                         | 2021 | 108                 | 99                  | Hello |
| "Happy Birthday to You"              | 2021 | 110                 | —                   | Hello |
| "Be There for You"                   | 2021 | 113                 | 99                  | Hello |

### Sáng tác
| Tên          | Năm  | Ca sĩ                | Album            | Ghi chú                  | Ref.   |
| ------------ | ---- | -------------------- | ---------------- | ------------------------ | ------ |
| "Young Love" | 2016 | Joy và Yook Sung-jae | Non-album single | Vai trò viết lời bài hát | [ 77 ] |

## Danh sách phim

### Phim điện ảnh
| Năm  | Tựa đề            | Vai        | Chú thích                 |
| ---- | ----------------- | ---------- | ------------------------- |
| 2015 | SMTown: The Stage | Chính mình | Phim tài liệu của SM Town |

### Phim truyền hình
| Năm  | Tựa đề                 | Đài truyền hình | Vai         | Chú thích     |
| ---- | ---------------------- | --------------- | ----------- | ------------- |
| 2016 | Descendants of the Sun | KBS2            | Chính mình  | Cameo, Tập 16 |
| 2017 | The Liar and His Lover | tvN             | Yoon So-rim | Vai chính     |
| 2018 | The Great Seducer      | MBC             | Eun Tae-hee | Vai chính     |
| 2021 | The One and Only       | JTBC            | Seong Mi-do | Vai chính     |

### Chương trình truyền hình
| Năm       | Tựa đề                | Đài truyền hình | Vai                   | Chú thích                 |
| --------- | --------------------- | --------------- | --------------------- | ------------------------- |
| 2015–2016 | We Got Married        | MBC             | Thành viên chính thức | Ghép đôi vớiSungjae       |
| 2016–2017 | Trick & True          | KBS             | Panelist cố định      | Kể từ tập 5               |
| 2017      | King of Masked Singer | MBC             | Thí sinh              | Tập 121–122, as "Bandabi" |
| 2018      | Sugar Man 2           | JTBC            | Host                  | [ 34 ]                    |
| 2018      | Pijama Friends        |                 | Thành viên cố định    |                           |
| 2019      | Handsome Tiger        | SBS             | Quản lí đội bóng      |                           |
| 2019      | Get it beauty         |                 | Host                  |                           |

### MV
| Năm               | Tựa đề               |
| ----------------- | -------------------- |
| 2016              | "Young Love"         |
| 2016              | "Always In My Heart" |
| 2017              | "Yeowooya"           |
| "I'm Okay"        |                      |
| "Your Days"       |                      |
| "Waiting For You" |                      |

## Giải thưởng và đề cử
| Năm  | Giải thưởng              | Hạng mục                        | Công việc được đề cử   | Kết quả   | Tham khảo |
| ---- | ------------------------ | ------------------------------- | ---------------------- | --------- | --------- |
| 2015 | MBC Entertainment Awards | Best Couple Award (với Sungjae) | We Got Married         | Đoạt giải | [ 86 ]    |
| 2015 | MBC Entertainment Awards | New Star Award                  | We Got Married         | Đoạt giải | [ 86 ]    |
| 2017 | OSEN Cable TV Awards     | Newcomer Award                  | The Liar and His Lover | Đoạt giải | [ 87 ]    |